# Corbonod
Corbonod es una comuna francesa situada en el departamento de Ain, de la región de Auvernia-Ródano-Alpes.

## Geografía
La comuna incluye 12 aldeas de norte a sur: Orbagnoux, Puthier, Sylan, Etranginaz, Eilloux, Gignez (sede del ayuntamiento), Corbonod, Mancin, Fontaine, La Trille, Charbonniére, Rhémoz.

## Demografía
| 898 | 917 | 884 | 839 | 841 | 898 | 1 079 | 1 219 | 1 270 |
| Para los censos de 1962 a 1999 la población legal corresponde a la población sin duplicidades (Fuente: INSEE [Consultar]) |     |     |     |     |     |       |       |       |

Forma parte con de la aglomeración urbana de Seyssel (Alta Saboya), que además de estas dos comunas incluye la de Seyssel (Ain).